# Lucille La Verne
Lucille La Verne (née le 7 novembre 1872 à Nashville, Tennessee, États-Unis et morte le 4 mars 1945 à Culver City, Los Angeles) est une actrice américaine.

## Filmographie
- 1914 : Butterflies and Orange Blossoms
- 1915 : Over Night : Undetermined Role
- 1916 : Sweet Kitty Bellairs : Lady Maria
- 1916 : The Thousand-Dollar Husband : Mme Batavia
- 1917 : Polly of the Circus : Mandy
- 1918 : The Life Mask : Sarah Harden
- 1918 : Tempered Steel : Old Mammy
- 1919 : The Praise Agent : Mrs. Eubanks
- 1921 : Les Deux Orphelines (Orphans of the Storm) : Mother Frochard
- 1923 : La Rose blanche (The White Rose) : 'Auntie' Easter
- 1923 : Zaza : Aunt Rosa
- 1924 : Pour l'indépendance (America) : Refugee mother
- 1924 : His Darker Self : Aunt Lucy
- 1925 : Sun-Up d'Edmund Goulding : Mother
- 1928 : The Last Moment de Paul Fejos : Innkeeper
- 1930 : Abraham : Midwife
- 1930 : Les Amours d'une courtisane (Du Barry, Woman of Passion) de Sam Taylor : non créditée
- 1930 : Sinners' Holiday de John G. Adolfi : Ma Delano
- 1931 : Little Caesar : Ma Magdalena
- 1931 : The Great Meadow : Elvira Jarvis
- 1931 : Une tragédie américaine (An American Tragedy) : Mrs. Asa Griffiths
- 1931 : 24 Hours : Mrs. Dacklehorse
- 1931 : Le Jardin impie (The Unholy Garden) de George Fitzmaurice  : Lucie Villars
- 1932 : Union Depot d'Alfred E. Green : Lady with Pipe
- 1932 : Alias the Doctor de Lloyd Bacon et Michael Curtiz : Martha Brenner, Karl's foster mother
- 1932 : Dans la ville endormie (While Paris Sleeps) de Maurice Tourneur : Mme Golden Bonnet
- 1932 : Hearts of Humanity de Christy Cabanne : Mrs. Sneider
- 1932 : Breach of Promise : Mrs. Flynn
- 1932 : A Strange Adventure : Miss Sheen
- 1932 : Blanco, seigneur des prairies (Wild Horse Mesa), de Henry Hathaway : Ma [The General] Melberne
- 1933 : Deux Femmes (Pilgrimage) de John Ford : Mrs. Kelly Hatfield
- 1933 : The Last Trail de James Tinling : Mrs. Wilson
- 1934 : Beloved de Victor Schertzinger : Mrs. Briggs
- 1934 : School for Girls : Miss Keeble
- 1934 : Kentucky Kernels : Aunt Hannah
- 1934 : Le Grand Barnum (The Mighty Barnum) de Walter Lang : Joice Heth
- 1935 : Le Marquis de Saint-Evremont (A Tale of Two Cities) : The Vengeance
- 1936 : Hearts of Humanity (en) de John Baxter
- 1936 : The Blow Out : The Bomber (voix)
- 1937 : Blanche-Neige et les Sept Nains (Snow White and the Seven Dwarfs) : Evil Queen-Witch (voix)

## À noter
- Choisie par Walt Disney pour enregistrer la voix de la Méchante Reine, la méchante belle-mère de Blanche-Neige dans Blanche-Neige et les Sept Nains (1937), elle enregistre parfaitement celle de la Méchante Reine, la méchante belle-mère de Blanche-Neige, et propose d'enregistrer aussi la voix de la vieille sorcière en retirant son dentier[1].
- Joe Grant chargé du personnage de la sorcière se dit "voilà c'est exactement ça" il croque la vieille dame, et la sorcière est créée.